# Vaszubandhu
Vaszubandhu (szanszkrit: वसुबन्धु; kínai: 世親, pinjin: Shìqīn; tibeti: དབྱིག་གཉེན་, wylie: dbyig gnyen) indiai buddhista szerzetes volt a 4. században és féltestvérével Aszangával együtt őket tekintik az indiai jógácsára iskola fő alapítóinak. Vaszubandhu a buddhizmus történetének egyik legbefolyásosabb alakja. Akadtak azonban tudósok (elsősorban Erich Frauwallner), akik szerint Vaszubandhu két külön személyt takart. Ezt a nézetet később tudományos körökben elvetették. A buddhizmus dzsódo sin ágában őt tekintik a második pátriárkának, a zen buddhizmusban ő a 21. pátriárka.

## Élete

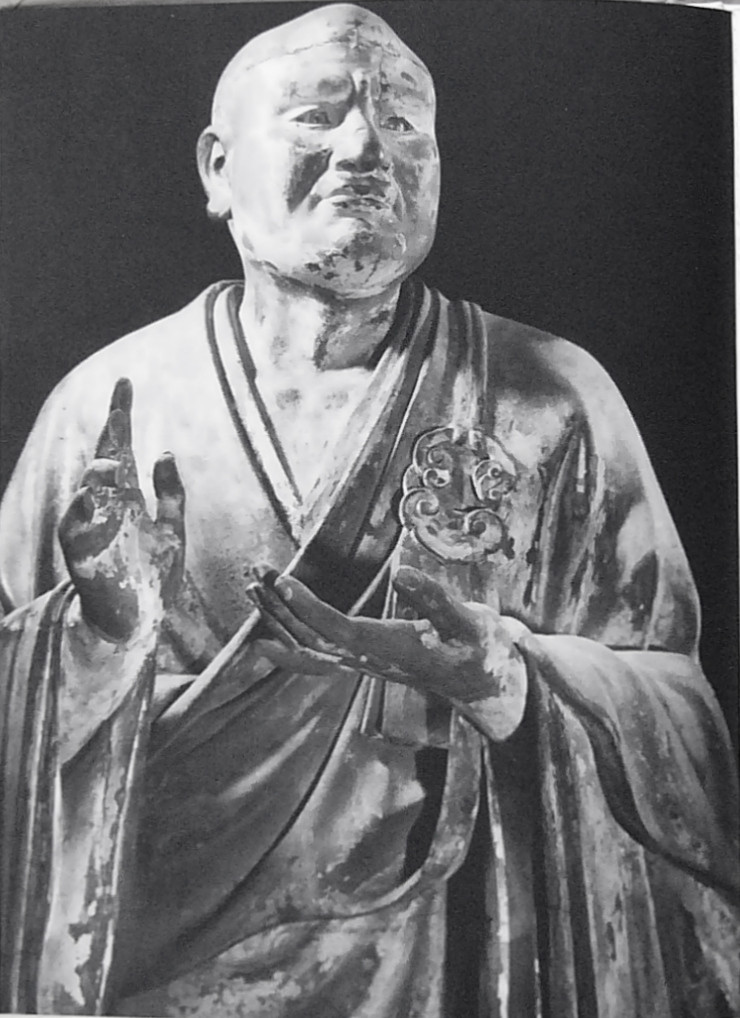
Vaszubandhu: faszobor, 186 cm magas, i.sz. 1208 körül, Kofukudzsi templom, Nara, Japán.

Vaszubandhu brahminként született Úgy tartják, hogy féltestvére volt Aszanga, aki szintén fontos alakja volt a jógácsára iskola megalapításának. Mindketten jelentős szövegmagyarázatokat készítettek kanonikus szövegekhez. Koszambiban (a mai Alláhábád közelében) élt, ahol szarvásztiváda oktatásban részesült.
Vaszubandhu állítólag legelőször a vaibhásika-szarvásztiváda Abhidharmát tanulmányozta, de elégedetlen volt azokkal, ezért írt róla egy verses értekezést Abhidharmakosa-bhászja címmel, amely összefoglalta és kritizálta a Mahávibhászát szautrántika nézőpontból.
Később állítólag a mahájána hagyományokat részesítette előnyben, amely a testvére hatásának volt köszönhető. Ekkor több kötetes szövegmagyarázatot készített, elsősorban a jógácsára tanokkal kapcsolatosan. A kelet-ázsiai buddhizmus hagyományaiban a legbefolyásosabb műve a Vimsatikávidzsnyaptimátratásziddhi ("Húsz versszak kommentárja") és a Trimsiká-vidzsnyaptimátrat- ("Harminc versszak kommentárja"). Mind a két művet kézikönyvnek szánta. Vaszubandhu ezen kívül még rengeteg művet készített, amelyek közül a legfontosabbak:
- A Mahájána-szamgraha szövegmagyarázata
- Dasabhúmika-bhásja (Tíz szint szútra)
- Csatuhsataka-sásztra
- Mahájána satadharmá-prakásamukha sásztra
- Amitajusz szutropadesa
- Példázat a Tiszta Földről
- Vidzsnyaptimatrata sásztra
- Karmasziddhiprakarana (Tan a cselekedetről)

## Buddhista logika
Vaszubandhu nagyban hozzájárult a buddhista logika kidolgozásához, amelyről úgy tartják, hogy az indiai logiko-episztemológiai hagyomány formális logikájának alapja volt. Vaszubandhut különösen érdekelte a formális logika (matematikai logika), hogy pontosabban tudjon hozzájárulni a dialektikus vitathatatlansághoz és a vitához.

## Művei
- Abhidharma Kosha Bhashyam 4 kötet, Vasubandhu, angolra fordította: Leo Pruden, Asian Humanities Press, Berkeley, 1988-90
- L’Abhidharmakosa de Vasubandhu, francia nyelvre fordította: Louis de la Vallée Poussin, Paul Geuthner, Paris, 1923-1931 vol.1 vol.2 vol.3 vol.4 vol.5 vol.6 Internet Archive (PDF)
- Stefan Anacker, Seven Works of Vasubandhu Motilal Banarsidass, Delhi, 1984, 1998
- Ernst Steinkellner és Xuezhu Li (szerk.), Vasubandhu's Pañcaskandhaka, Bécs, Verlag der Österreichischen Akademie der Wissenschaften, 2008
- Dharmamitra (ford.) – Vasubandhu's Treatise on the Bodhisattva Vow, Kalavinka Press 2009, ISBN 978-1-935413-09-7